# Beriev Be-12
El Beriev Be-12 Chayka (en ruso: Бериев Бе-12 Чайка, designación OTAN: Mail)  es un avión anfibio diseñado por el fabricante aeronáutico soviético Beriev. Es una aeronave creada para desempeñar misiones de guerra antisubmarina y de patrulla marítima, aunque también existen versiones adaptadas para la extinción de incendios.

## Diseño y desarrollo

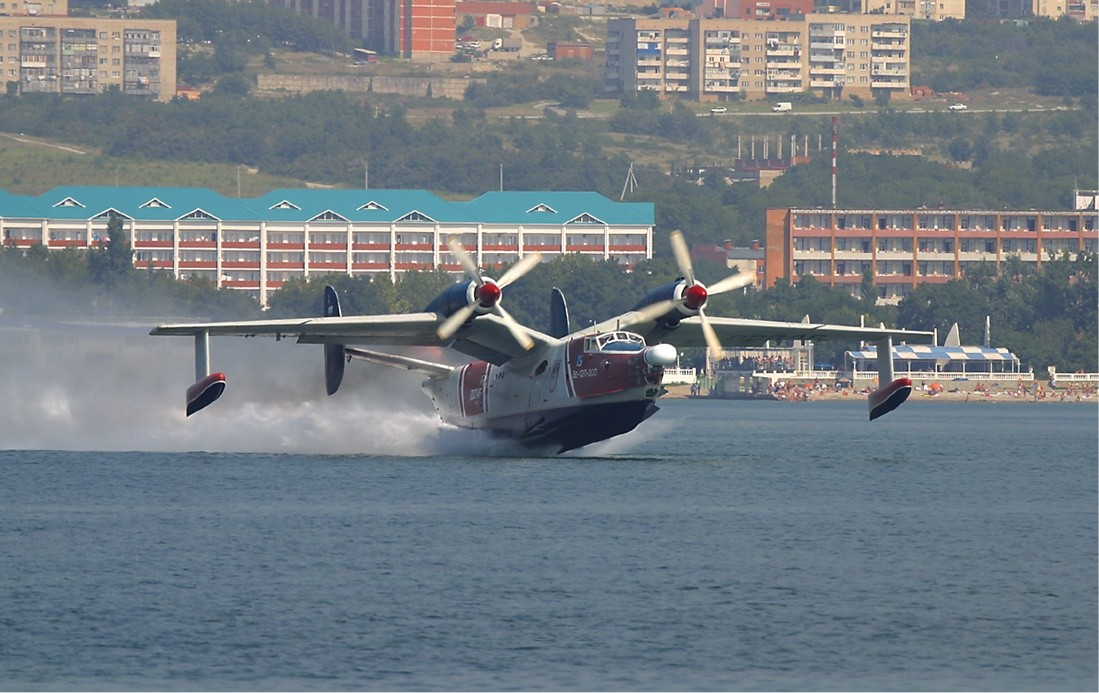
Beriev Be-12 en 2004

El Beriev Be-12 se diseñó como sucesor del avión Beriev Be-6, cuyas principales tareas eran las de participar en misiones de guerra antisubmarina y de patrulla marítima. A pesar de que el Be-12 se diseñó a partir de la aeronave que estaba previsto sustituir, tan solo heredó el diseño del ala y del estabilizador vertical. El Be-12 disponía de motores turbopropulsores, que otorgaban una mayor velocidad y radio de operativo con respecto al Be-6. El Be-12 también presentaba un tren de aterrizaje retráctil, lo que le permitía aterrizar en pistas de aterrizaje normales, así como en la superficie del agua.
El Be-12 realizó su primer vuelo el 18 de octubre de 1960 desde el aeródromo de Taganrog, realizando su presentación al público en la celebración del Día de la Aviación Soviética de 1961 en el aeródromo de Tushino.

## Usuarios
Egipto

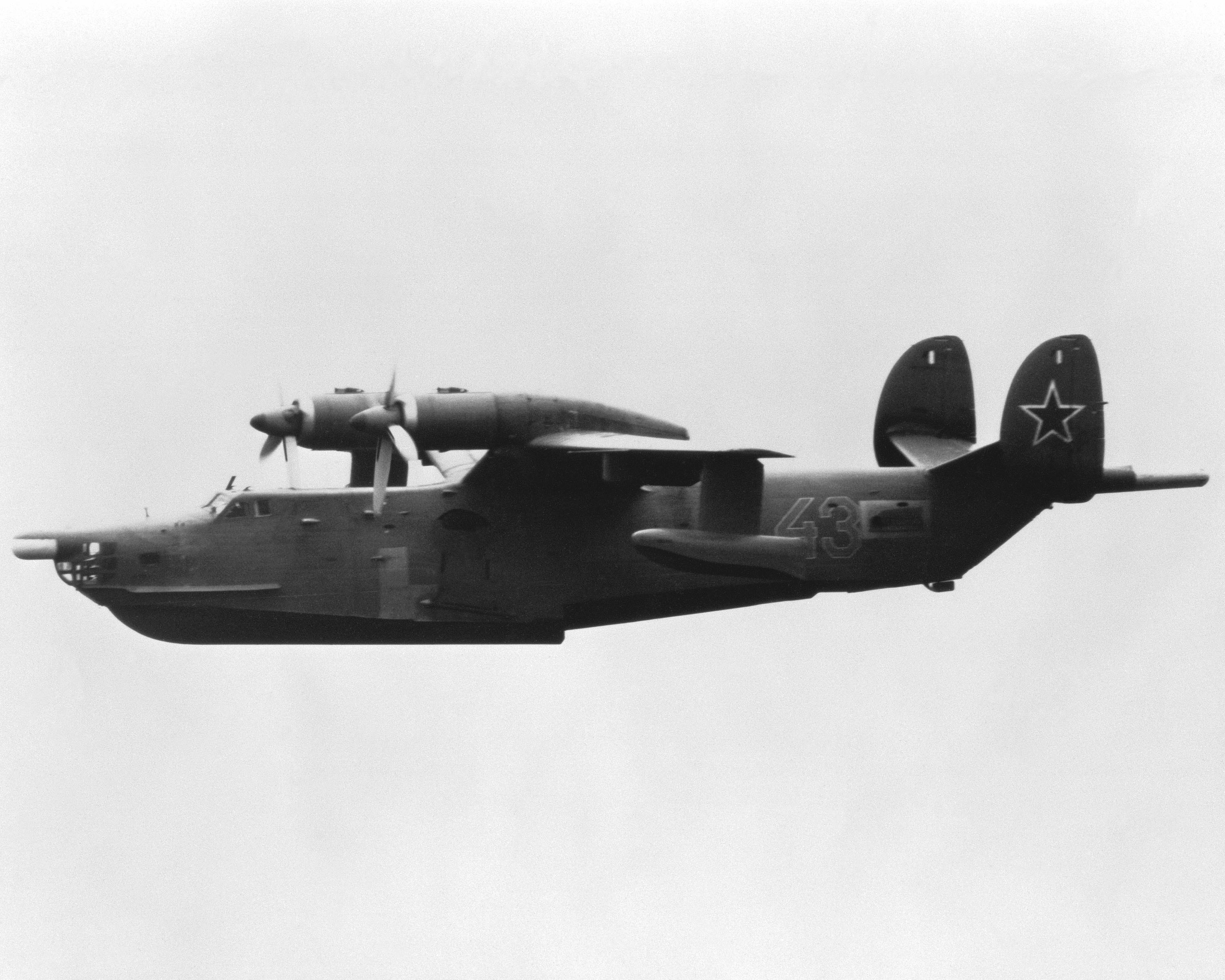
Un Be-12 de la Aviación Naval Soviética en 1983.

- Fuerza Aérea Egipcia - Operó entre 2 y 3 Be-12 alrededor de los años 1970, pilotados por personal soviético, que realizaban un seguimiento a la 6ª Flota de la Armada de los Estados Unidos en el Mar Mediterráneo.[4]

 Rusia
- Aviación Naval Rusa - Recibió sus aeronaves de la Unión Soviética. Permanecen un total de 9 aeronaves en servicio dentro de la Flota del Mar Negro.[5]

 Unión Soviética
- Aviación Naval Soviética - Tras su desintegración, entregó sus aeronaves a Rusia y Ucrania.

 Ucrania
- Aviación Naval Ucraniana - Recibió sus aeronaves de la Unión Soviética.

 Vietnam
- Fuerza Aérea Vietnamita - 4 aeronaves exportadas a Vietnam en 1981.

## Especificaciones (Be-12)

### Características generales
- Tripulación: 4
- Longitud: 30,1 m (98,8 ft)
- Envergadura: 29,8 m (97,9 ft)
- Altura: 7,9 m (26 ft)
- Superficie alar: 99 m² (1065,7 ft²)
- Peso vacío: 24 000 kg (52 896 lb)
- Peso máximo al despegue: 36 000 kg (79 344 lb)
- Planta motriz: 2× Turbohélice Ivchenko Progress AI-20D.
  - Potencia: 3864 kW (5327 HP; 5254 CV) cada uno.

### Rendimiento
- Velocidad máxima operativa (Vno): 530 km/h (329 MPH; 286 kt)
- Alcance: 3300 km (1782 nmi; 2051 mi)
- Techo de vuelo: 8000 m (26 247 ft)
- Carga alar: 298 kg/m² (61 lb/ft²)
- Potencia/peso: 260 w/kg (0,16 hp/lb)

### Armamento
- Otros: 1500 kg de cargas externas como bombas, cargas de profundidad y/o torpedos.

### Desarrollos relacionados
- Beriev Be-6

### Aeronaves similares
- PBM Mariner
- P5M Marlin
- Bombardier 415
- ShinMaywa US-2
- Harbin SH-5

### Listas relacionadas
- Anexo:Lista de Hidroaviones y aviones anfibios